# Vifast Björklund
Stig Vifast Björklund, född 18 september 1928 i Jakobstad, Finland, död 20 november 1988 i Överkalix, Sverige, var en svensk norrbottnisk kulturpersonlighet, spelman, textilkonstnär, silversmed, och amatörhistoriker.

## Biografi
Björklund föddes i Finland men kom till Lansjärv i Överkalix på 1930-talet och växte upp hos fosterföräldrarna Alvina Ponga och Vilhelm ”Lahna-Ville” Johansson. Vid 14 års ålder flyttade han till Närke och utbildade sig till trädgårdsmästare och deltog även i utgrävningarna av Björkö i Mälaren. Han återvände sedan till Norrbotten som evangelist för Helgelseförbundet, men konverterade 1957 till katolicismen. Björklund hade ett intresse för textilkonst och ville utbilda sig till textilkonstnär, men tilläts inte göra detta vid Konstfack i Stockholm, och han utbildade sig därför i stället till silversmed.
1973 köpte han ett hus i Kangis i Överkalix där han kom att bo till sin död. Här kom han att intressera sig för folkdans och folkdräkter, och rekonstruerade delar till folkdräkter från olika orter i Norrbotten. Björklund var även spelman och spelade fiol, spilåpipa och nyckelharpa. Han spelade under 1970-talet med grupper som Norrlåtar, Skäggmanslaget och J.P. Nyströms. Han bildade även ett folkdanslag där kadriljer och polkor från Överkalix lärdes ut.
Han avled 1988 och jordfästes i Överkalix kyrka.